# Justine

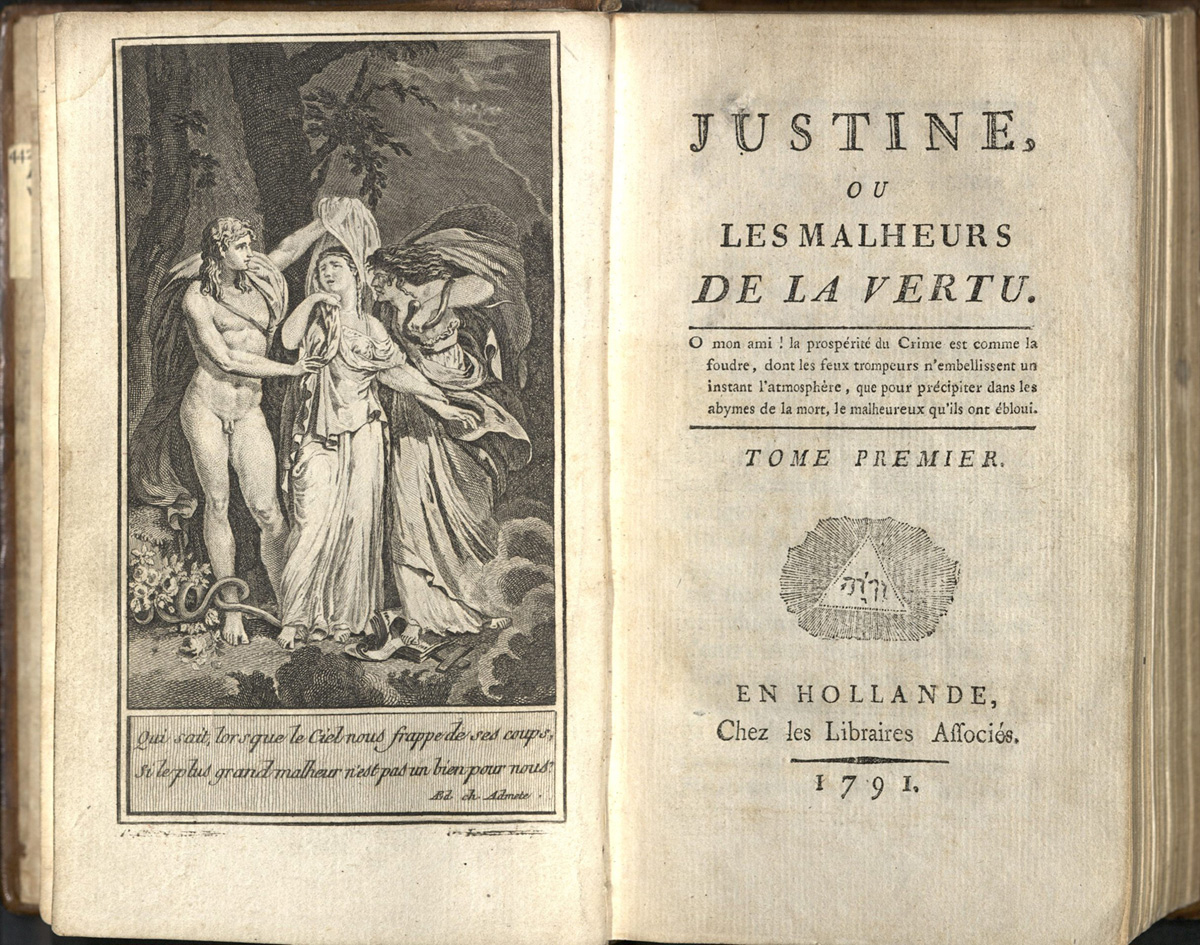
Ausgabe von 1791

Justine oder vom Missgeschick der Tugend (franz. Originaltitel: Justine ou les Malheurs de la vertu) ist ein Roman des Schriftstellers Marquis de Sade, den er 1787 während seiner Inhaftierung in der Bastille verfasste.
Justine und Juliette sind die Töchter eines bankrotten Kaufmanns. Nach dem Tod der nahezu mittellosen Mutter beschließt Juliette, als Prostituierte ins Bordell zu gehen, verübt eine Reihe von Verbrechen, erwirbt Reichtum und wird glücklich. Justine hingegen wählt den Weg der Tugend, erlebt hierbei eine Reihe von Abenteuern und Missgeschicken und wird fortwährend Verfolgungen und Erniedrigungen ausgesetzt, bis sie – wegen Mordes und Brandstiftung unter Anklage stehend – wieder ihre Schwester trifft, der sie ihr Lebensschicksal erzählt, bevor sie in einem Gewitter vom Blitz erschlagen wird.
De Sade bearbeitete sein Werk mehrfach, es liegt in drei Fassungen vor. Die zweite Fassung ist Marie-Constance Quesnet, de Sades zeitweiliger Lebensgefährtin gewidmet.

## Die wichtigsten Episoden der Urfassung
1. Justine erhält von dem Sadisten Dubourg das Angebot, sich gegen Entgelt regelmäßig peitschen zu lassen, was sie ablehnt.
2. Du Harpin, ein unerträglicher Geizhals, der Justine vergeblich überreden wollte, für ihn zu stehlen, zeigt seinerseits Justine verleumderisch des Diebstahls an, um sie ins Gefängnis zu bringen.
3. Die Freunde der Verbrecherin Dubois, mit der Justine aus dem Gefängnis flieht, beschließen Justine zu vergewaltigen, weil sie nicht ihre Komplizin werden will.
4. Der homosexuelle Marquis Bressac peitscht Justine bis aufs Blut, weil sie sich weigert, seine gehasste Mutter zu vergiften.
5. Justine wird von dem Chirurgen Rodin gebrandmarkt und ihr werden zwei Zehen abgeschnitten, nachdem sie einem Kind die Flucht ermöglicht hat, das zu anatomischen Studien getötet und aufgeschnitten werden sollte.
6. Justine, die in einem Kloster die christlichen Sakramente empfangen wollte, wird von vier Mönchen gefangen, um mit ihnen als Sexsklavin perverse und exzentrische Orgien zu feiern.
7. Justine wird von einer Frau bestohlen, der sie ein Almosen geben wollte.
8. Ein Falschmünzer, den Justine vor einer Straftat gegen ihn bewahrt hat, lockt sie auf ein Schloss, um sie dort wie ein Tier schuften zu lassen.
9. Eine Mutter macht Justine den Prozess, nachdem Justine deren Kind während eines Hotelbrandes vergeblich zu retten versucht hat.

## Amoralische Botschaft
De Sade ordnete den einzelnen Episoden charakteristische Tugenden zu wie Schamhaftigkeit, Ehrlichkeit, Grauen vor Untat, Keuschheit, Frömmigkeit, Mildtätigkeit, Mitleid, Vorsicht, Güte und Wahrheitsliebe. Die handelnden Personen sind Charaktermasken des Bösen oder des Guten.
Die sinnfällige Moral der Geschichte ist die konsequente Belohnung der Verbrecher für ihre Schandtaten und die Entlarvung der Unnatürlichkeit des Guten. Der homosexuelle Muttermörder Bressac erbt ein Vermögen, der mörderische Chirurg wird Leibarzt des Schwedenkönigs, der Abt wird im Anschluss an sein orgiastisches Klosterleben in Rom zum Ordensgeneral ernannt. Der Falschmünzer wird vermögend, die verdorbene Schwester Juliette wird reich; Justine hingegen wird für ihre Tugendhaftigkeit von der Natur im Blitz ausgelöscht. 
In dem Werk finden sich Einflüsse aus dem System der Natur des Paul Henri Thiry d’Holbach und aus den Questions de Zapata von Voltaire.
Der wirtschaftliche Erfolg der Schriftstellerkarriere de Sades war gering, stattdessen wurde er wegen der Veröffentlichung der Justine sowie des nachfolgenden Romans mit dem Titel Juliette seiner Freiheit beraubt und in die Irrenanstalt gesteckt. Auch dem Verleger der Erstveröffentlichung des Romans, Girouard, ging es nicht besser, er wurde bereits 1794 guillotiniert.

## Die drei Fassungen des Werks
De Sade fertigte seinen Roman in drei Fassungen (1. Fassung 1787, 2. Fassung 1791 und 3. Fassung Die Neue Justine 1797). Als Vorbild für dieses Werk sowie den Nachfolger dienten de Sade vermutlich seine Erfahrungen mit Prostitution und Pornografie in Paris sowie möglicherweise die Leichenrede auf die bekannte Bordellbetreiberin Justine Paris. Die Urfassung wurde von de Sade innerhalb von zwei Wochen erstellt und erst 1909 von Guillaume Apollinaire wiederentdeckt. Die späteren Varianten enthalten – neben marginalen Abänderungen in der Grundstruktur – neue Episoden und Erweiterungen der alten Episoden. Besonders in der 3. Fassung wurden zahlreiche ins Detail gehende sadomasochistische Obszönitäten hinzugefügt. Zusätzlich wurden eine Reihe von philosophischen Betrachtungen in die Handlung eingeflochten. So wechseln sich Szenen extremer Grausamkeit und Perversion mit seitenlangen philosophischen oder pseudo-philosophischen Rechtfertigungen und der Apologetik einer Umwertung aller Werte ab, die dramaturgisch als Versuche eingebaut werden, Justine zu belehren und vom Unsinn und der Schädlichkeit der Tugendhaftigkeit zu überzeugen.
Da die Vielzahl der ausschweifend geschilderten Sexualakte in der Erzählperspektive der Ichform den tugendhaften Charakter der Protagonistin nicht mehr psychologisch glaubhaft vermitteln konnte, wechselt die Erzählform der dritten Fassung in die dritte Person Singular.
Man kann die Entwicklung der unterschiedlichen Textfassungen als bloße Ausschmückung der ursprünglichen Handlung oder aber auch als schrittweise Aufhebung der Selbstzensur interpretieren.
Einer weiteren, unter Sexual- und Literaturwissenschaftlern verbreiteten Ansicht nach (Dühren u. a.) versuchte De Sade durch seine Erweiterungen des Urtextes den vermeintlichen Verlust des in der Bastille zurückgelassenen Manuskripts der „120 Journées“ (Die 120 Tage von Sodom) zu kompensieren und die dort systematisch aufgeführten Sexualhandlungen zu rekonstruieren und nachträglich in das Handlungsgeschehen der Justine zu integrieren.

## Notizen zur „Neuen Justine“

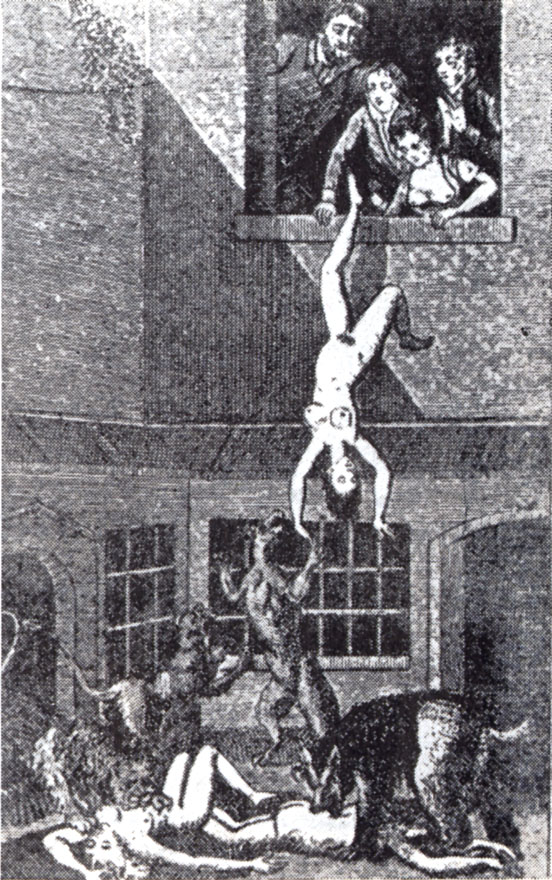
Illustration zur „Nouvelle Justine“, 1798

Zwischen 1791 und 1797 verfasste de Sade eine Reihe von stichwortartigen Notizen zur letzten Fassung der „Justine“, die weitgehend der Interpunktion entbehren.
Stil- und Textprobe, Notiz Nr. 108:

„Der Bischof von Grenoble hat die Leidenschaft arschzuficken während er seinem Opfer den Hals durchschneidet. Vorher untersucht er mit Vorliebe den Hals des Betreffenden und prüft, an welcher Stelle sein Schwert ansetzen muss. Monsignores Richtkabinett ist fünfeckig. Der Bischof legt eine gewachste Schnur um die Brüste, zieht die Schnur zusammen und schneidet die Brüste sozusagen ab. Er beißt in diese pralle Masse und lässt das Blut in seinen Mund sprudeln. Er peitscht das Gesicht. Er scheißt in den Mund. Entwicklung der Lehren des Bischofs von Grenoble über die Tyrannei. Plan einer despotischen Regierung unter der das Volk so abhängig ist wie Schlachtvieh. Die Idee dieses Vorhabens ist die einer totalen Entvölkerung.“

(Erstmals 1931–1935 von Maurice Heine katalogisiert und veröffentlicht.)